# Beatriu de França
Beatriu de França o Beatriu de Paris (~938 - després del 987 i probablement poc abans l'any 1000) era filla d'Hug el Gran, duc de França, i d'Edwiga de Saxònia. Era germana d'Hug Capet, que fou rei de frança el 987, i neboda per la seva mare de l'emperador Otó I i de Brunó, arquebisbe de Colònia i duc de Lotaríngia.
Promesa el 951 a Frederic de Bar de la casa de les Ardenes, es va casar amb ell el 954 i li va aportar en dot els ingressos lorenesos de l'abadia de Saint-Denis, entre els quals l'abadia de Saint-Mihiel. Aquestes terres així com altres adquisicions de Frederic li van permetre fundar el comtat de Bar. El 959, Frederic fou nomenat vice-duc d'Alta Lotaríngia, i va rebre el títol de duc d'Alta Lotaríngia. Vídua el 978, va ser regent del ducat en nom del seu fill Teodoric I de Lorena fins al 987. És mencionada per l'última vegada el 23 de setembre de 989, en el necrologi de Saint-Denis.
De Frederic va tenir:
- Enric, mort entre 972 i 978.
- Adalberó II (958 - 1005), bisbe de Verdun i després de Metz
- Thierry o Teodoric de Lorena (965 - 1026), comte de Bar, duc de Lorena
- Ida, casada amb Radbot d'Altenburg, que va fer construir el castell d'Habsburg. Són els avantpassats de Dinastia dels Habsburg.[4]

## Font
- Beatrix von Franzien Herzogin von Ober-Lothringen Arxivat 2009-07-04 a Wayback Machine.
- Christian Settipani, La Préhistoire des Capétiens (Nouvelle histoire généalogique de l'auguste maison de France, vol. 1), ed. Patrick van Kerrebrouck, 1993